# Dommartin-sous-Hans
Dommartin-sous-Hans és un municipi francès, situat al departament del Marne i a la regió del Gran Est. L'any 2007 tenia 53 habitants.

## Demografia

### Població
El 2007 la població de fet de Dommartin-sous-Hans era de 53 persones. Hi havia 24 famílies, de les quals 4 eren unipersonals (4 dones vivint soles i 4 dones vivint soles), 12 parelles sense fills i 8 parelles amb fills.
La població ha evolucionat segons el següent gràfic:
Habitants censats

### Habitatges
El 2007 hi havia 31 habitatges, 23 eren l'habitatge principal de la família, 5 eren segones residències i 3 estaven desocupats. Tots els 31 habitatges eren cases. Dels 23 habitatges principals, 20 estaven ocupats pels seus propietaris i 3 estaven llogats i ocupats pels llogaters; 2 tenien tres cambres, 4 en tenien quatre i 17 en tenien cinc o més. 20 habitatges disposaven pel capbaix d'una plaça de pàrquing. A 13 habitatges hi havia un automòbil i a 8 n'hi havia dos o més.

### Piràmide de població
La piràmide de població per edats i sexe el 2009 era:
| Homes | Edats   | Dones |
| ----- | ------- | ----- |
| 0     | 95 o +  | 0     |
| 0     | 90 a 94 | 0     |
| 0     | 85 a 89 | 0     |
| 0     | 80 a 84 | 0     |
| 4     | 75 a 79 | 4     |
| 0     | 70 a 74 | 4     |
| 0     | 65 a 69 | 0     |
| 0     | 60 a 64 | 0     |
| 0     | 55 a 59 | 0     |
| 4     | 50 a 54 | 0     |
| 0     | 45 a 49 | 4     |
| 0     | 40 a 44 | 0     |
| 4     | 35 a 39 | 0     |
| 0     | 30 a 34 | 4     |
| 0     | 25 a 29 | 4     |
| 0     | 20 a 24 | 4     |
| 4     | 15 a 19 | 0     |
| 0     | 10 a 14 | 0     |
| 4     | 5 a 9   | 0     |
| 0     | 0 a 4   | 0     |

## Economia
El 2007 la població en edat de treballar era de 28 persones, 23 eren actives i 5 eren inactives. De les 23 persones actives 22 estaven ocupades (11 homes i 11 dones) i 1 aturada (1 home). De les 5 persones inactives 3 estaven jubilades, 1 estava estudiant i 1 estava classificada com a «altres inactius».
Activitats econòmiques
Dels 3 establiments que hi havia el 2007, 2 eren d'empreses de comerç i reparació d'automòbils i 1 d'una empresa de serveis.
L'any 2000 a Dommartin-sous-Hans hi havia 8 explotacions agrícoles que ocupaven un total de 880 hectàrees.

## Poblacions més properes
El següent diagrama mostra les poblacions més properes.